# لاري فيرغسون (مخرج)
لاري فيرغسون (بالإنجليزية: Larry Ferguson)‏ هو كاتب سيناريو ومخرج أمريكي، ولد في 1940.

## وصلات خارجية
- لاري فيرغسون على موقع IMDb (الإنجليزية)
- لاري فيرغسون على موقع ألو سيني (الفرنسية)
- لاري فيرغسون على موقع أول موفي (الإنجليزية)
- لاري فيرغسون على موقع قاعدة بيانات الأفلام السويدية (السويدية)
- لاري فيرغسون على موقع قاعدة بيانات الفيلم (الإنجليزية)
- لاري فيرغسون على موقع كينوبويسك (الروسية)